# كارل والتر (رسام ألماني)
كارل والتر (بالألمانية: Karl Walther)‏ هو رسام ألماني، ولد في 19 أغسطس 1905 في تسايتز في ألمانيا، وتوفي في 9 يونيو 1981 في زيسهاوبت في ألمانيا.

## معرض صور

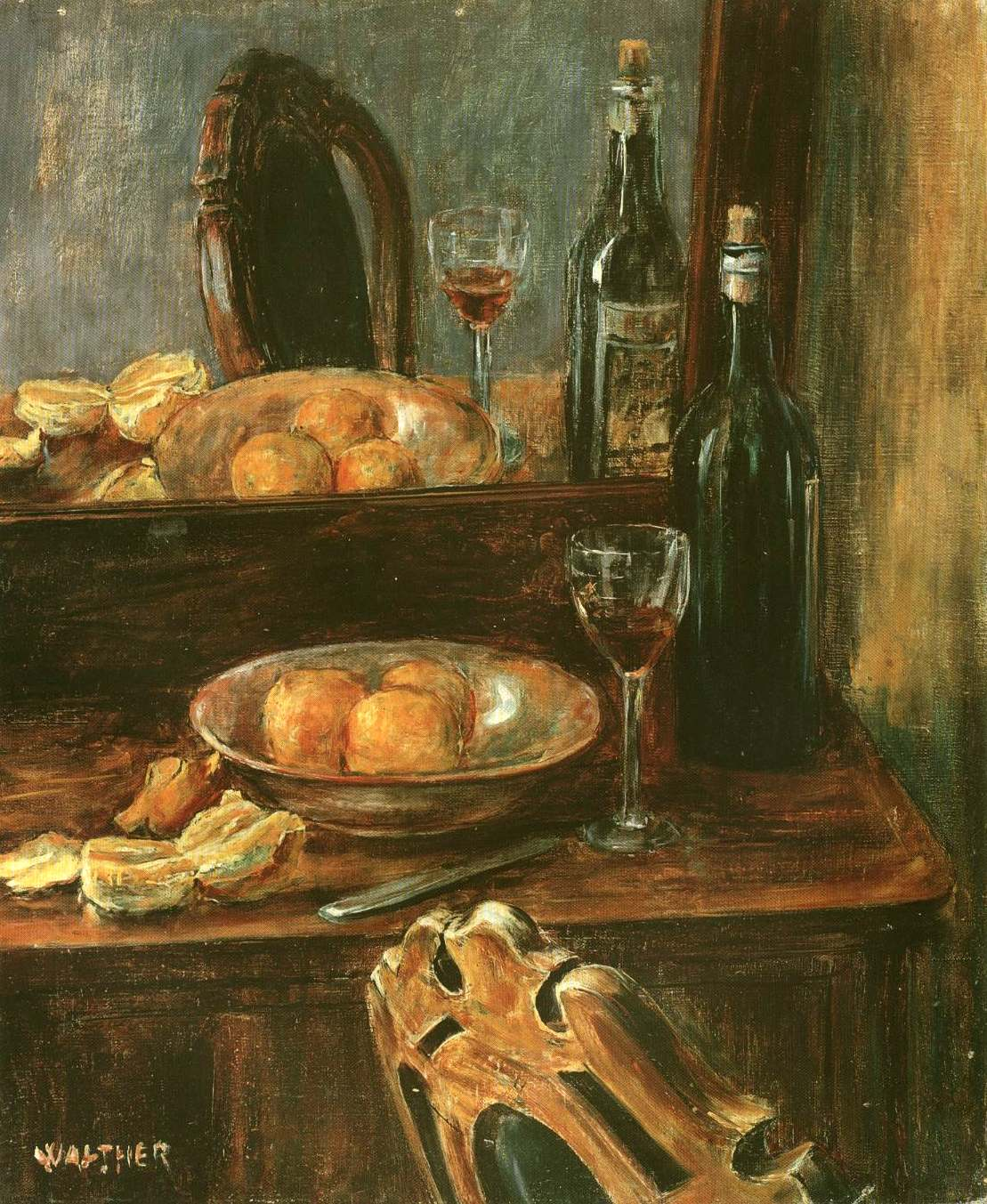
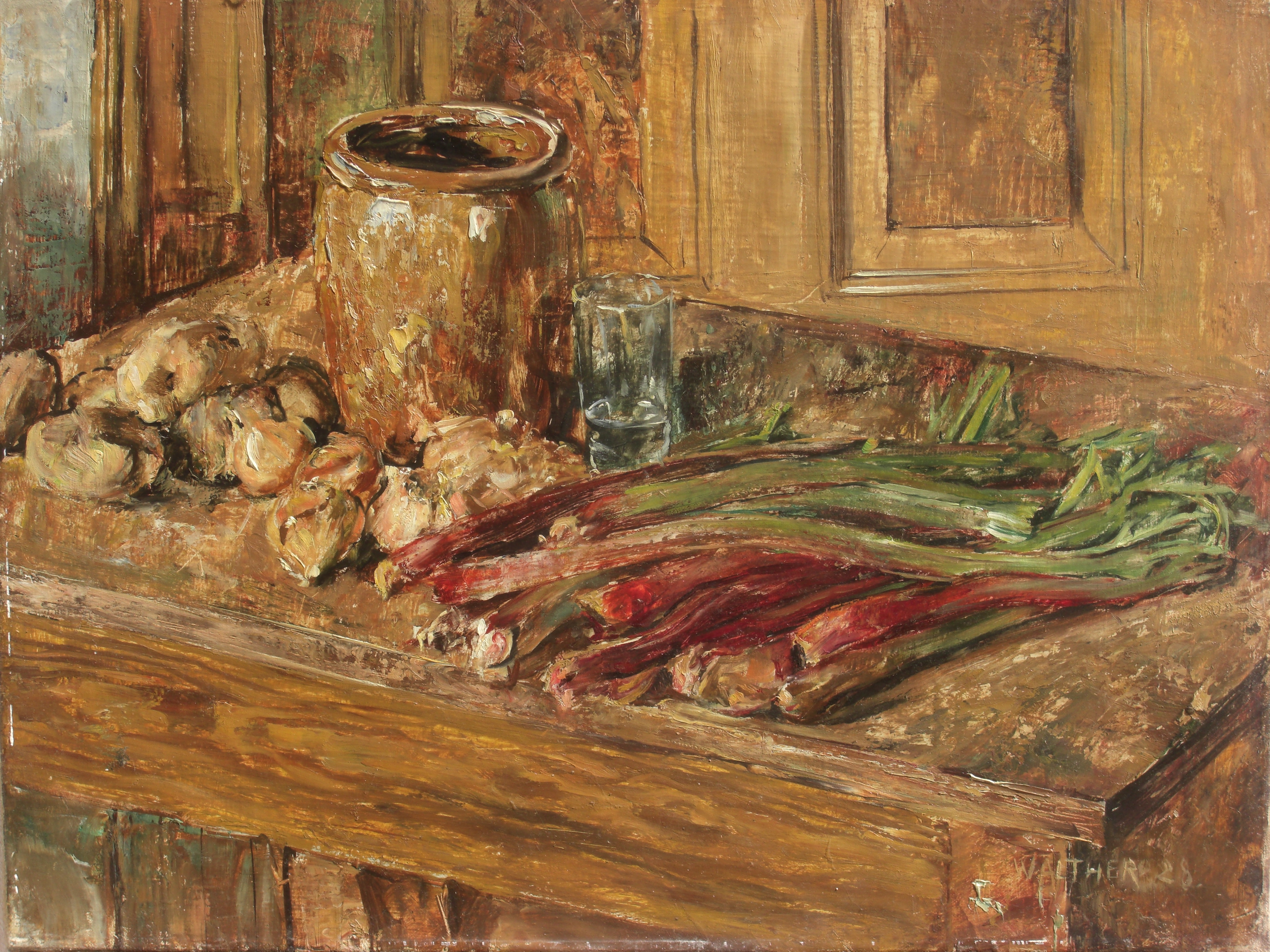
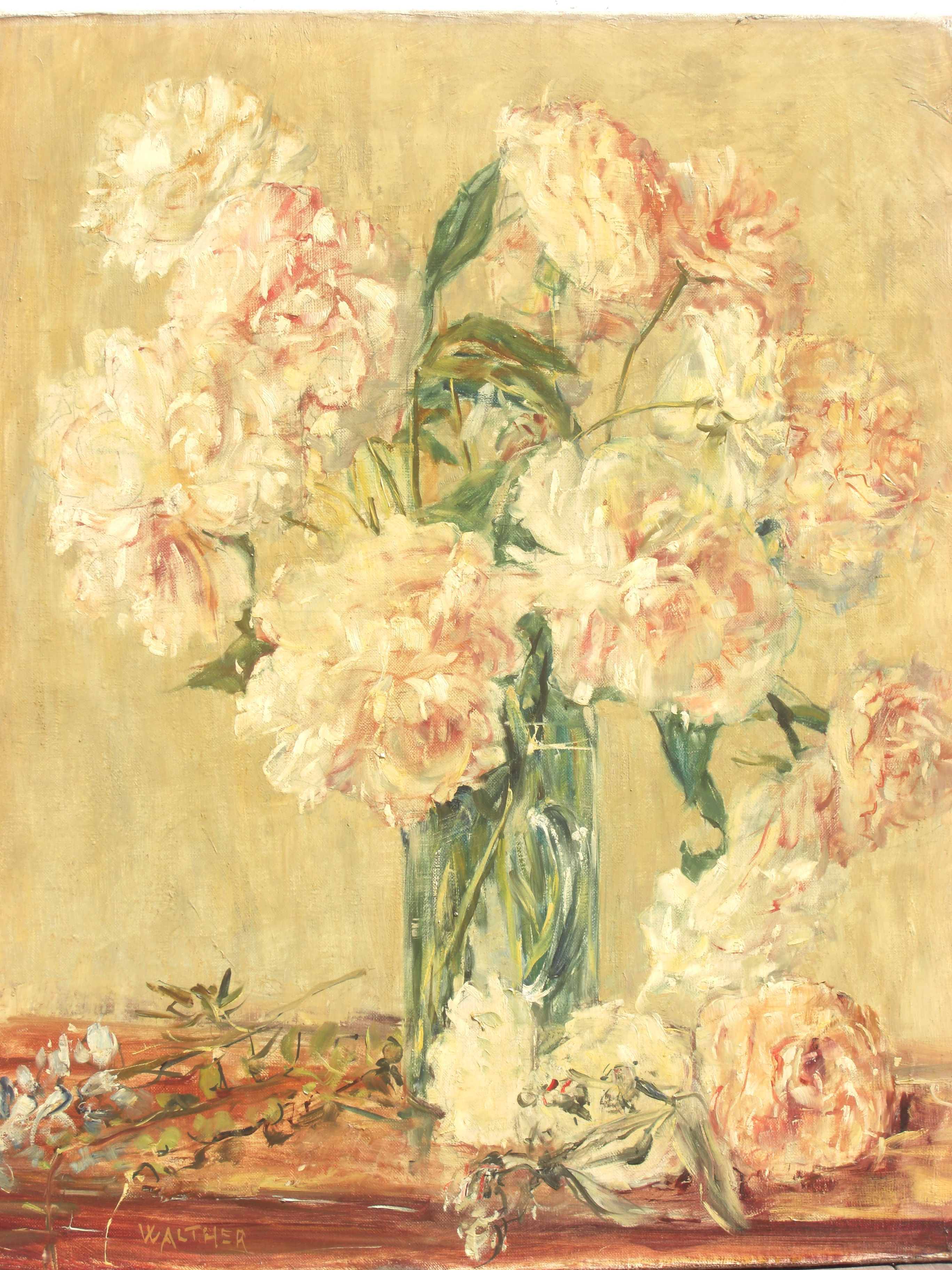